# تشرنا وودا
تشرنا وودا (به چکی: Černá Voda) یک منطقهٔ مسکونی در جمهوری چک است که در ناحیه یسنیک واقع شده‌است. تشرنا وودا ۹٫۹۶ کیلومتر مربع مساحت و ۶۲۹ نفر جمعیت دارد و ۳۴۰ متر بالاتر از سطح دریا واقع شده‌است.